# Stenometopiini
Los estenometopiínos (Stenometopiini) son una tribu de hemípteros auquenorrincos de la familia Cicadellidae. Es de distribución mundial, vive en pastizales y se alimenta de pastos y ciperáceas. Tiene 100 especies en 8 géneros.

## Géneros
Anaconura – Anemolua – Doratulina – Giffardia – Hodoedocus – Kinonia – Paivanana – Stirellus.